# 3-MCPD-Fettsäureester
3-MCPD-Fettsäureester sind Ester verschiedener Fettsäuren mit 3-Chlor-1,2-propandiol (3-MCPD, 3-Monochlorpropandiol), einem chlorierten Diol, als Alkoholkomponente. Sie sind prozessbedingte Kontaminanten in Lebensmitteln, die – insbesondere für jüngere Menschen – ein gesundheitsschädigendes Potential aufweisen und daher in Lebensmitteln unerwünscht sind.

## Vorkommen
In sämtlichen raffinierten, also gereinigten, Pflanzenölen, sind 3-MCPD-Fettsäureester zu finden, wobei die Gehalte sich zum Teil stark unterscheiden.
Die Raffination von Fetten und Ölen muss auf den Produkten nicht kenntlich gemacht werden. Ist ein pflanzliches Speiseöl weder als „nativ“ noch als „kaltgepresst“ gekennzeichnet, ist es höchstwahrscheinlich raffiniert worden. Da tierische Fette, mit Ausnahme von Fischölen, in der Regel nicht raffiniert werden, wurden in diesen Fetten bisher keine 3-MCPD-Ester nachgewiesen.
In vielen Lebensmitteln, für deren Herstellung gereinigte Pflanzenfette benötigt werden, sind deshalb ebenfalls 3-MCPD-Fettsäureester enthalten. So wurden vor allem in Frittierfett und Margarine hohe Mengen an 3-MCPD-Estern gefunden. Insbesondere gehärtete Fette weisen durch eine zweite Raffination hohe Werte auf. Aber auch in anderen Lebensmitteln wie Nussnougatcreme und Säuglingsnahrung sind 3-MCPD-Fettsäureester nachgewiesen worden. Offensichtlich sind 3-MCPD-Fettsäureester ein Teil der Nahrungskette. Deshalb findet sich diese Substanz mittlerweile auch in der Muttermilch wieder.
Die in Lebensmitteln gefundenen Werte weichen zum Teil erheblich voneinander ab. Präzise Analyseverfahren sind noch in der Entwicklung.

## Entstehung
Bei der Verarbeitung von pflanzlichen Ölen und Fetten unter hohen Temperaturen können 3-MCPD-Fettsäureester entstehen. Die Reaktionskomponente 3-Chlor-1,2-propandiol entsteht dabei aus Glycerin, welches mit Chlorid zu 3-MCPD reagieren kann.
Schematische Darstellung der Bildung eines 2-MCPD-Fettsäureesters, eines 3-MCPD-Fettsäureesters und eines Glycidyl-Fettsäureesters aus einem Fett oder Öl:
So werden sie in erster Linie bei der notwendigen Raffination gebildet. Die Raffination von pflanzlichen Fetten ist ein mehrstufiger chemischer und physikalischer Prozess, durch den die Öle genießbar gemacht werden. Dabei werden Verunreinigungen, wie unerwünschte Schleimstoffe, Säuren, Farbstoffe, Oxidationsprodukte und Geruchs- und Geschmacksstoffe, aber auch toxische Substanzen, wie Pestizide, Schwermetalle, giftige Pflanzeninhaltsstoffe, Mykotoxine und polycyclische aromatische Kohlenwasserstoffe, entfernt. Besonders beim letzten Schritt der Raffination, der Desodorierung durch eine Wasserdampfdestillation bei Temperaturen bis zu 250 °C, werden die 3-MCPD-Fettsäureester gebildet.

## Gesundheitliche Bedeutung
3-MCPD wurde 2011 von der International Agency for Research on Cancer (IARC) als „mögliches Humankarzinogen“ eingestuft.
3-MCPD wird vor allem als 3-MCPD-Fettsäureester aus raffinierten Fetten und Ölen sowie fetthaltigen Lebensmitteln aufgenommen. Vom Bundesinstitut für Risikobewertung (BfR) veranlasste Untersuchungen an Ratten zeigen, dass sich die Menge an 3-MCPD, die nach Gabe von 3-MCPD-Fettsäureester aufgenommen wird, nur unwesentlich von der nach Gabe von „freiem“ 3-MCPD aufgenommenen Menge unterscheidet. Das BfR legt daher für die Risikobewertung eine vollständige Abspaltung der Fettsäuren aus den über die Nahrung zugeführten 3-MCPD-Fettsäureestern zu Grunde:
Bezugnehmend auf neuere wissenschaftliche Untersuchungsergebnisse zur Toxikologie von 3-MCPD hat die Europäische Behörde für Lebensmittelsicherheit einen TDI von 0,8 µg/kg Körpergewicht festgelegt.
Geht man bei der Risikobewertung von dem vom BfR angenommenen Fall aus, dass die 3-MCPD-Fettsäureester bei der Verdauung vollständig in freies, nicht verestertes 3-Chlor-1,2-propandiol umgewandelt werden, muss für die 3-MCPD-Ester der molar-äquivalente TDI angenommen werden. Ein besonderes Problem stellt nach Ansicht des BfR die möglicherweise hohe Exposition von nicht gestillten Säuglingen dar. Insbesondere bei Säuglingen kann über den Verzehr von Anfangs- und Folgenahrungen der Sicherheitsabstand zu den im Tierversuch beobachteten Wirkungen zu gering sein. 2007 ergaben Messungen nach Auskunft des BfR tatsächlich deutliche Überschreitungen des TDI-Wertes.

## Gesundheitliche Bedeutung in Säuglingsnahrung
Für Säuglingsnahrungen sind bestimmte muttermilchnahe Fettsäuremuster vorgeschrieben. Die dafür notwendigen Fette müssen ebenfalls gereinigt werden. Die Entstehung von Spuren an 3-MCPD-Fettsäureestern scheint zurzeit technologisch unvermeidbar zu sein. Durch neue Analyseverfahren konnten in der jüngsten Vergangenheit 3-MCPD-Fettsäureester deshalb auch in Säuglingsnahrung festgestellt werden. An einer Reduzierung der Gehalte durch veränderte Herstellungsprozesse wird zurzeit intensiv gearbeitet. Andererseits ist besonders für den Säugling die Versorgung mit ausreichend Fett für die optimale Entwicklung sehr wichtig. Die Fettsäurenzusammensetzung orientiert sich dabei an dem Vorbild Muttermilch und benötigt hochwertige pflanzliche Fette als Rohstoff.
Für Säuglingsnahrungen müssen die hochwertigen Fette gereinigt werden, da die Verunreinigungen in kaltgepreßtem Öl für den Säugling gesundheitsschädigend wären. Zu den nachteiligen Wirkungen der 3-MCPD-Fettsäureester beim Menschen, insbesondere beim Säugling, gibt es noch keine wissenschaftlichen Daten. Es ist noch nicht bekannt, ob und in welchem Umfang die 3-MCPD-Fettsäureester im Verdauungstrakt des Säuglings in freies 3-MCPD umgewandelt und resorbiert werden. Geht man von dem ungünstigsten Fall aus, dass 3-MCPD-Fettsäureester komplett in freies 3-MCPD umgewandelt werden, käme es zu einer Überschreitung der tolerierbaren täglichen Aufnahmemenge (tolerable daily intake, TDI).
Allerdings kann man den TDI bei Säuglingen nur hilfsweise zugrunde legen, da diese  üblicherweise in den ersten Lebensmonaten nicht verwendet wird. Bei der Bewertung eines möglichen gesundheitlichen Risikos durch 3-MCPD-Fettsäureester in Säuglingsanfangs- und Folgenahrungen sind deshalb bisher eine Reihe von Fragen offengeblieben. So ist insbesondere noch gar nicht geklärt, ob die hyperplastische Wirkung der Substanz auf die Nierenkanälchen beim Menschen überhaupt auftritt. Das BfR geht nach dem derzeitigen Wissensstand davon aus, dass im ungünstigsten Fall der Sicherheitsabstand zu den im Tierversuch beobachteten Wirkungen höher angesetzt werden muss. Es sieht deshalb Handlungsbedarf im Hinblick auf die Minimierung der Gehalte, geht aber von „keiner akuten Gesundheitsgefahr“ aus. Deshalb empfiehlt das BfR Eltern, ihre Säuglinge „wie gewohnt weiterzufüttern“. Es gibt für Säuglinge, die nicht gestillt werden, keine Alternative zu Anfangs- und Folgenahrungen. Eltern sollten demzufolge auch nicht auf andere Milche wie Kuh-, Ziegen- oder Stutenmilch ausweichen, da diesen wichtige Nährstoffe fehlten.

## Lebensmittelrechtliche Regelung
In der EU werden die Höchstmengen an 3-MCPD und 3-MCPD-Fettsäureester in Lebensmitteln durch die Verordnung (EU) 2023/915 (Vorgänger: Verordnung (EG) Nr. 1881/2006) geregelt. Die jeweiligen Höchstgrenzen hängen dabei vom Erzeugnis ab und orientieren sich auch daran, was durch gute Herstellungspraxis oder gute landwirtschaftliche Praxis erreichbar ist. Den niedrigsten Grenzwert für 3-MCPD und 3-MCPD-Fettsäureester (ausgedrückt als 3-MCPD) gibt es mit 15 μg/kg in flüssiger Säuglingsanfangsnahrung, Folgenahrung und Lebensmittel für besondere medizinische Zwecke für Säuglinge und Kleinkinder sowie Kleinkindnahrung. Pflanzliche Öle und Fette, Fischöle und Öle anderer mariner Organismen dürfen je nach Herkunft und Anwendung bis zu 2500 μg/kg 3-MCPD und 3-MCPD-Fettsäureester (ausgedrückt als 3-MCPD) enthalten.

## Stereoisomerie
3-MCPD-Fettsäureester sind – ebenso wie 3-MCPD – chiral.

3-MCPD (3-Chlor-1,2-propandiol) ohne Angabe der Stereochemie
(R)-3-MCPD
(S)-3-MCPD